# Didymodon macounii
Didymodon macounii là một loài rêu trong họ Pottiaceae. Loài này được Kindb. mô tả khoa học đầu tiên năm 1897.